# Осоркон IV
Осоркон IV (Aakheperre Setepenamun Osorkon) е де-факто последния фараон от либийската Двадесет и втора династия на Древен Египет (Либийска или Бубастиска), макар че името му много често не е маркирано в древните списъци на фараоните. Прието е че управлява ок. 732/730 - 716/5 в района на Танис и Бубастис, Долен Египет. Не е признат в Мемфис, където документите започват да датират 24-та династия.
Вероятно е син на Шешонк V, когото наследява в периода на междуцарствие последвал смъртта му. В този момент Египет е разделен между поне четири династии властващи паралелно: 22-ра династия, 23-та династия (също либийци), 24-та династия (от Саис) и 25-а династия (Нубийска или Кушитска) в Нубия и Горен Египет.
Малко след възкачването на Осоркон IV, кушитския фараон Пианхи нахлува в Долен Египет, в резултат на което териториите управлявани от Осоркон IV са редуцирани само до източната част на Делтата и той признава върховенството на нубийския фараон. Осия, царят на Израил търси помощта на Осоркон IV срещу могъщите асирийци, обсаждащи израилската столица Самария през 722 г. пр.н.е. Известно е че Осоркон IV не откликнал на молбата за помощ, но вместо това сключил съюз Асирия и изпратил дарове на асирийския цар.
Краят на управлението му се отнася между 716 и 712 г. пр.н.е., когато нубиецът Шабака обединява всички земи на Египет под властта си.